# Draconarius elatus
Draconarius elatus är en spindelart som beskrevs av Pakawin Dankittipakul och Wang 2004. Draconarius elatus ingår i släktet Draconarius och familjen mörkerspindlar.
Artens utbredningsområde är Thailand. Inga underarter finns listade i Catalogue of Life.